# Iglesia de San Alfegio (Greenwich)

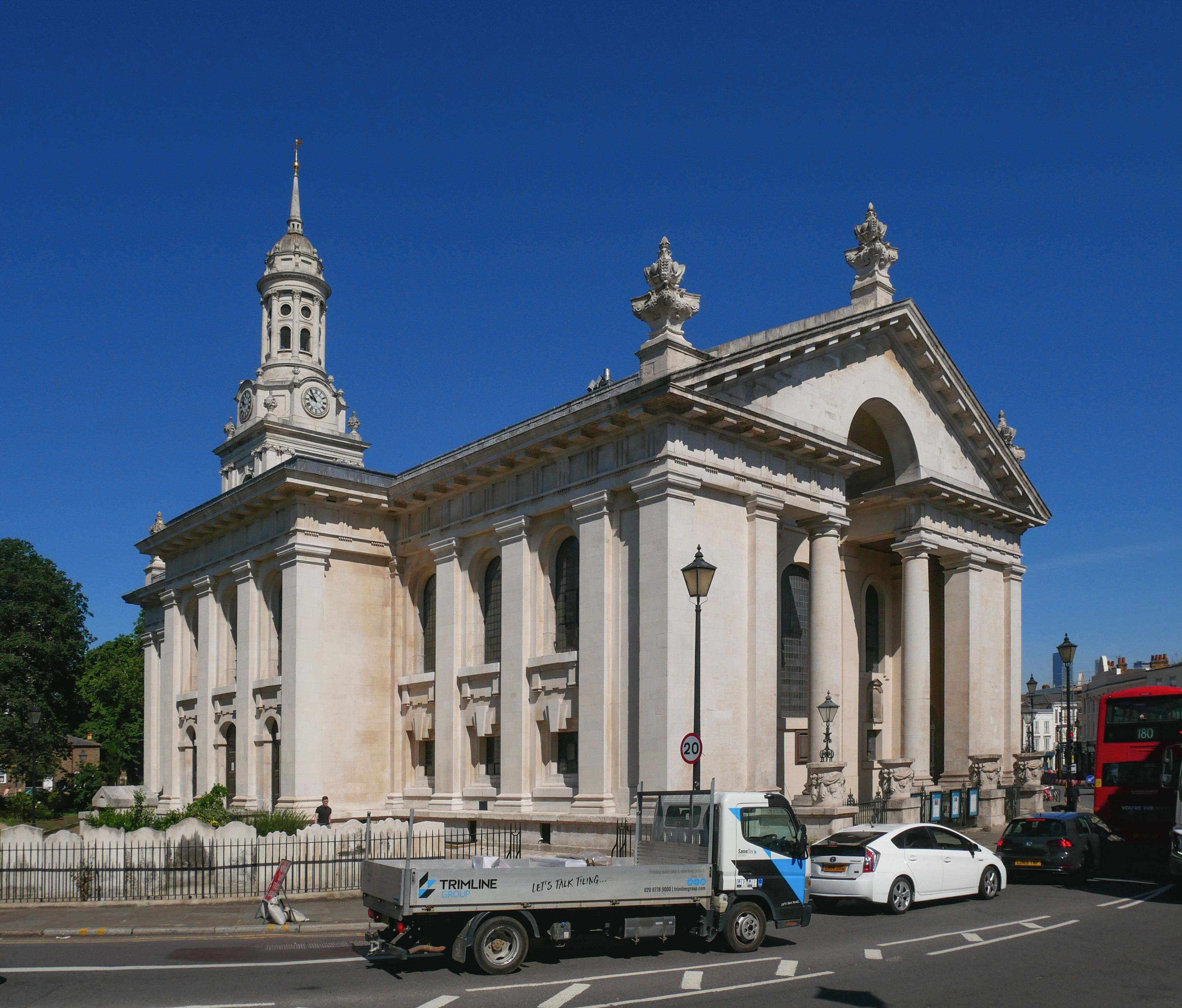
Vista desde el suroeste de la iglesia de San Alfegio de Greenwich.

La iglesia de San Alfegio, (en inglés, Saint Alfege's Church) es una iglesia anglicana en el centro de Greenwich, parte del borough de Greenwich en Londres, Inglaterra, Reino Unido. El templo remonta su primera construcción a la época medieval. Derrumbada la iglesia original tras una tormenta en 1710, fue reconstruida en 1712-1714 según los diseños de Nicholas Hawksmoor.
La actual iglesia se levantó con los fondos provenientes de la Commission for Building Fifty New Churches, creada por el Act of Parliament de 1711 con el fin de levantar cincuenta iglesias en la creciente conurbación londinense. 
La obra cuyo diseño pertenece al arquitecto Nicholas Hawksmoor, uno de los dos inspectores de la Comisión, fue comenzada en 1712, se completó hacia 1714 y fue consagrada en 1718. Es de planta rectangular con cubierta plana y un pequeño ábside usado como cancela. La fachada oriental, hacia la calle, tiene un pórtico de orden toscano, con un peculiar arco central que parte el entablamento y frontón-motivo empleado por Sir Christopher Wren en el denominado Gran Modelo para la Catedral de San Pablo de Londres. Un orden colosal de pilastras recorre el resto de la iglesia, rasgo que tal vez sea una adición de Thomas Archer al proyecto original de Hawksmoor. En los lados norte y sur se proyectan vestíbulos que alcanzan la altura total del edificio, con escalones que conducen a las puertas. Hacia 1730, John James remodeló la torre occidental, que procedía de la construcción medieval, añadiéndole una aguja.
En ella se encuentran enterrados personajes notables, entre ellos, Thomas Tallis o el general James Wolfe.